# Rubus imperialis
Rubus imperialis là loài thực vật có hoa trong họ Hoa hồng. Loài này được Cham. & Schltdl. miêu tả khoa học đầu tiên năm 1827.